# Закржевский, Анатолий Иосифович
Анатолий Иосифович Закржевский (12 июля 1933, Витебск Белорусской ССР — 28 января 1987, Одесса Украинской ССР) — советский волейболист, игрок сборной СССР (1956—1960). Бронзовый призёр чемпионата мира 1956, бронзовый призёр чемпионата Европы 1958, бронзовый призёр чемпионата СССР 1954, 1955, 1957. Нападающий. Мастер спорта СССР (1955), почётный мастер спорта СССР.

## Биография
В 1954 году Александр Дюжев, возглавлявший одесскую «Науку», пригласил Анатолия Закржевского в свою команду. Наставник сразу его поставил в стартовый состав, и в первом же чемпионате СССР с его участием «Наука» добилась невиданного доселе успеха, став бронзовым призёром. В следующем сезоне одесские студенты повторили свой успех, и вновь Закржевский провёл в стартовом составе все матчи финального турнира чемпионата СССР, проходившего в Сталинграде.
В июле-августе 1956 года в составе сборной Украинской ССР вместе с другими игроками одесской команды — Георгием Мондзолевским, Валентином Салиным, Эдуардом Унгурсом и Марком Барским (также в составе — Михаил Пименов, Георгий Гафанович, Иван Тищенко) стал победителем Спартакиады народов СССР. Сборная Украины, с основой из одесских волейболистов, опередила тогда главных фаворитов — сборную Москвы, победив их личной встрече со счётом 3:2 (15:7 — в пятой партии).
Его игра не осталась незамеченной — в 1956 году приглашён в сборную СССР для участия в чемпионате мира во Франции. При этом он был назначен капитаном команды, ставшей в итоге бронзовым призёром.
Завоевав ещё две бронзовые награды, в составе «Буревестника» в чемпионате СССР 1957 года и в составе сборной СССР — на чемпионате Европы 1958 года, в 1961 году перешёл в одесский СКА, в котором отыграл пять лет. Затем вновь вернулся в «Буревестник», а 1970 году закончил игровую карьеру. Вошёл в пятерку лучших волейболистов Одессы XX века (5-е место).
В 1958 году окончил Одесский институт инженеров морского флота (сейчас — Одесский национальный морской университет). Работал на заводе № 46 и в ОКБ НИИ Политехнического института при канатном заводе (1964—87).

## Память
С июля 1991 года в Одессе на открытых площадках проводится Международный турнир среди ветеранов по волейболу памяти Анатолия Закржевского. В 2010 году он прошёл в 18-й раз.